# Páll Jóhann Pálsson
Páll Jóhann Pálsson (* 25. November 1957 in Keflavík) ist ein isländischer Politiker (Fortschrittspartei).
Páll Jóhann war als Maschinist, Kapitän und Bootsmann tätig, seit 2003 als Kapitän und Reeder. Seit 2010 gehörte er der Stadtregierung von Grindavík an.
Seit der isländischen Parlamentswahl vom 27. April 2013 war Páll Jóhann Abgeordneter des isländischen Parlaments Althing für den Südlichen Wahlkreis. Mit Stand 2015 war er Mitglied des parlamentarischen Ausschusses für das Budget (seit 2015) sowie des Ausschusses für Gewerbeangelegenheiten (seit 2013) und gehörte der isländischen Delegation im Westnordischen Rat an. Von 2013 bis 2015 war er Mitglied des Ausschusses für Wohlfahrt, 2013 auch des Ausschusses für Wirtschaftsangelegenheiten und Handel.
Páll Jóhann Pálsson hatte angekündigt, zur Parlamentswahl in Island 2016 nicht mehr anzutreten. Auf der Liste der Fortschrittspartei für den Südlichen Wahlkreis stand er an letzter Stelle.